# Sudkovîci, Mostîska
Sudkovîci (în ucraineană Судковичі) este un sat în comuna Hlîpli din raionul Mostîska, regiunea Liov, Ucraina.

## Demografie
Componența lingvistică a localității Sudkovîci
     Ucraineană (98,85%)
     Rusă (1,15%)
Conform recensământului din 2001, majoritatea populației localității Sudkovîci era vorbitoare de ucraineană (98,85%), existând în minoritate și vorbitori de rusă (1,15%).